# Naroże
Naroże (na mapie Geoportalu Narozie, 938 m) – szczyt w głównym grzbiecie Pasma Policy, które w regionalizacji fizycznogeograficznej Polski według Jerzego Kondrackiego zaliczane jest do Beskidu Żywieckiego, w nowszej regionalizacji z 2018 roku do Beskidu Żywiecko-Orawskiego. Znajduje się pomiędzy szczytem Soska (1063 m) i przełęczą Malinowe (około 850 m). Na mapie Compassu i w przewodniku turystycznym Naroże i Soska są zamienione miejscami; Naroże z wysokością 1076 m umiejscowione jest w tym miejscu, gdzie według mapy Geoportalu jest szczyt Soska, natomiast na miejscu Soski jest Naroże.
Przez Naroże biegnie granica między miejscowością Skawica (stok północny) i Sidzina (stok południowy), obydwie w województwie małopolskim, powiecie suskim. Jest porośnięte lasem. Jest zwornikiem. W kierunku południowo-wschodnim opada z niego krótki grzbiet z wierzchołkiem o nazwie Migasowa Grapa, opływany przez dwa potoki; Jarominów Potok i Migasów Potok.

## Szlak turystyczny
Przez Naroże prowadzi znakowany szlak turystyczny. Jest to odcinek Głównego Szlaku Beskidzkiego.
 Jordanów – Bystra Podhalańska – Drobny Wierch – Judaszka – Przełęcz Malinowe – Naroże – Soska – Krupówka – Urwanica – Okrąglica – Kucałowa Przełęcz. Suma podejść 830 m, suma zejść 170 m, czas przejścia 5 godz., z powrotem 4 godz. 15 min.